# Грабів (Лубенський район)
Гра́бів —  село в Україні, у Оржицькій селищній громаді Лубенського району Полтавської області. Населення становить 79 осіб. До 2020 орган місцевого самоврядування — Савинська сільська рада.

## Географія
Село Грабів знаходиться між річками Оржиця і Сліпорід (7-8 км), на відстані 6 км від села Савинці.

## Історія
12 червня 2020 року, відповідно до розпорядження Кабінету Міністрів України № 721-р «Про визначення адміністративних центрів та затвердження територій територіальних громад Полтавської області», село увійшло до складу Оржицької селищної громади.
19 липня 2020 року, в результаті адміністративно - територіальної реформи та ліквідації  Оржицького району, село увійшло до складу новоутвореного Полтавського району.